# ヘアカラーリング剤
ヘアカラーリング剤（ヘアカラーリングざい）は頭髪用の染料。頭髪化粧品のうちヘアメーク製品に分類される製品群である。

## 種類

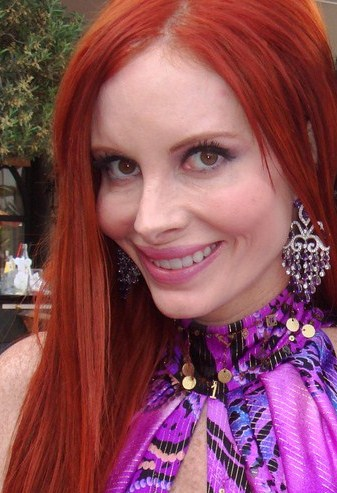
赤く髪を染めた女性

ヘアカラーリング剤（ヘアカラリング剤）は大きく永久染毛剤、半永久染毛料、一時染毛料に分けられる。このほかに染料を用いないが酸化剤で髪色を変えるヘアブリーチがあり、一般的にヘアカラーリング剤（ヘアカラリング剤）の一種として扱い分類に含められる。
日本では医薬品医療機器等法の適用との関係で、ヘアカラーリング剤は医薬部外品にあたる染毛剤（永久染毛剤など）と化粧品にあたる染毛料（半永久染毛料及び一時染毛料）に大別される。

### 永久染毛剤
- 酸化染毛剤
  - 過酸化水素がメラニンを分解するとともに（脱色作用）、アルカリによって毛髪を膨潤させ、酸化染料が毛髪の内部に浸透し重合して発色するもの（染色作用）[1][2]。通称で「ヘアカラー」や「白髪染め」、「おしゃれ染め」などと呼ばれている[2]。持続性は2 - 3か月とされている[1]
  - ジアミン系の酸化染料は、体質により皮膚アレルギー反応（カブレ）を起こすことがあるので、使用前にパッチテストが必要である。具体的には、パッチテスト用の混合溶液を腕の内側に塗り、30分後と48時間後に塗った部位を観察し、異常がないかを確認する[3]。このほかの成分としてアンモニアなどのアルカリ剤を含むため、毛髪を傷める欠点がある。染毛剤は発がん性の可能性があると分類されることもあるが、ハーバード大学によると相反する意見もあり、実際のところは不明である[4]。
- 非酸化染毛剤
  - 毛髪中で多価フェノールが空気酸化や鉄イオンで黒くなる反応を利用するもの[2]。通称で「オハグロ式白髪染め」と呼ばれている[2]。

### 脱色剤・脱染剤
脱色剤（通称ヘアブリーチまたはヘアライトナー）や脱染剤（通称ヘアブリーチ）は、毛髪を染める作用をもつものではなく、過酸化水素などの作用（脱色効果や脱染効果）を利用するものである。先述のようにヘアブリーチに染料は用いられていないが、分類上は他のヘアカラーリング剤と並べて扱われている。また、日本では上の永久染毛剤とともに医薬部外品として扱われている。

### 半永久染毛料
メラニンは分解せずに毛髪に直接染料を浸透または吸着させるものである。化粧品に分類される。通称で1回の使用で染まるタイプは「ヘアマニキュア」、徐々に染まるタイプは「カラートリートメント」や「カラーリンス」などと呼ばれている。
ヘアマニキュアは髪へのダメージを抑えながら色合いとツヤを与えるのが特徴で、髪の表面とやや内側を染めることができる。
半永久染毛料の持続性は2 - 3週間とされている（ヘアマニキュアには3週間から1か月とするものもある）。

### 一時染毛料
毛髪の表面に顔料などを固定して着色するもの。化粧品に分類される。通称で「ヘアマスカラ」「ヘアカラースプレー」「ヘアマーカー」「ヘアファンデーション」などと呼ばれている。シャンプーで洗い落とすことができる。
|        |                |              | 通称                                                                 |
| ------ | -------------- | ------------ | -------------------------------------------------------------------- |
| 染毛剤 | 永久染毛剤     | 酸化染毛剤   | ヘアカラー、ヘアダイ、白髪染め、おしゃれ染め                         |
| 染毛剤 | 永久染毛剤     | 非酸化染毛剤 | オハグロ式白髪染め                                                   |
| 染毛剤 | 脱色剤・脱染剤 | 脱色剤       | ヘアブリーチ、ヘアライトナー                                         |
| 染毛剤 | 脱色剤・脱染剤 | 脱染剤       | ヘアブリーチ                                                         |
| 染毛料 | 半永久染毛料   | 半永久染毛料 | ヘアマニキュア、カラートリートメント、カラーリンス                   |
| 染毛料 | 一時染毛料     | 一時染毛料   | ヘアマスカラ、ヘアカラースプレー、ヘアマーカー、ヘアファンデーション |

## おもなメーカー・ブランド・商品名
- ホーユー
  - ビューティーン（10代 - 20代初期女性向け）
  - レクシィ（ヤング男性向け）
  - ビューティーラボ（20 - 30代女性向け）
  - シエロ（白髪用）
  - ビゲン（白髪用）
  - メンズビゲン（白髪用）
- ダリヤ
  - パルティ（ブリーチ）
  - メンズパルティ（ブリーチ）
  - サロンドフューティ
  - サロンドプロ（白髪用）
  - エブリ―（アンナドンナのブランド名でダリヤの一事業部）
- ヘンケルジャパン
  - フレッシュライト（ブリーチ）
  - ビジョン（白髪用）
  - フェミニン（白髪用）
  - パオン（白髪用）
  - マロン（白髪用）
- クラシエホームプロダクツ
  - シンプロ
  - プロスタイルヘアカラー
- マンダム
  - ギャツビーヘアカラー
  - ルシードナチュラルカラー（白髪用）
  - ルシードLヘアカラー
  - プロデュース
- 日本ロレアル
  - ロレアル パリ エクセランス
  - フェリア 3D カラー
  - シ ナチュレル
- 資生堂
  - マシェリ
  - uno
- カネボウ化粧品
  - サラ
- コーセー
  - スティーブンノル
- 花王
  - ブローネ（白髪用）
  - プリティア ふんわり泡カラー
  - サクセス スタイリッシュカラー（白髪用。黒髪用もあったが製造終了。）
- WELLA
  - ウエラトーン2＋1